# Mury obronne w Wieluniu

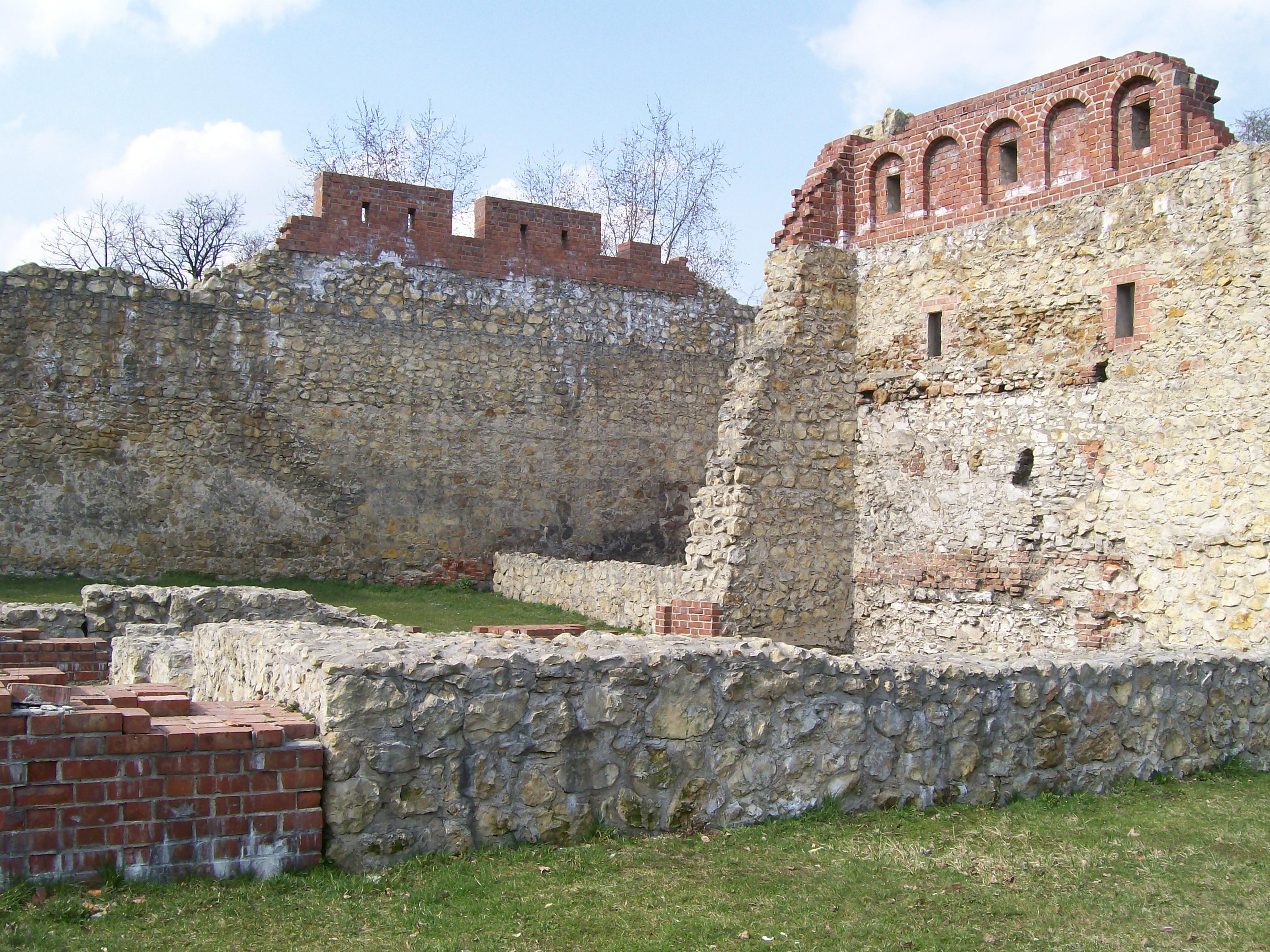
Fragment wieluńskich murów obronnych – Baszta Prochownia

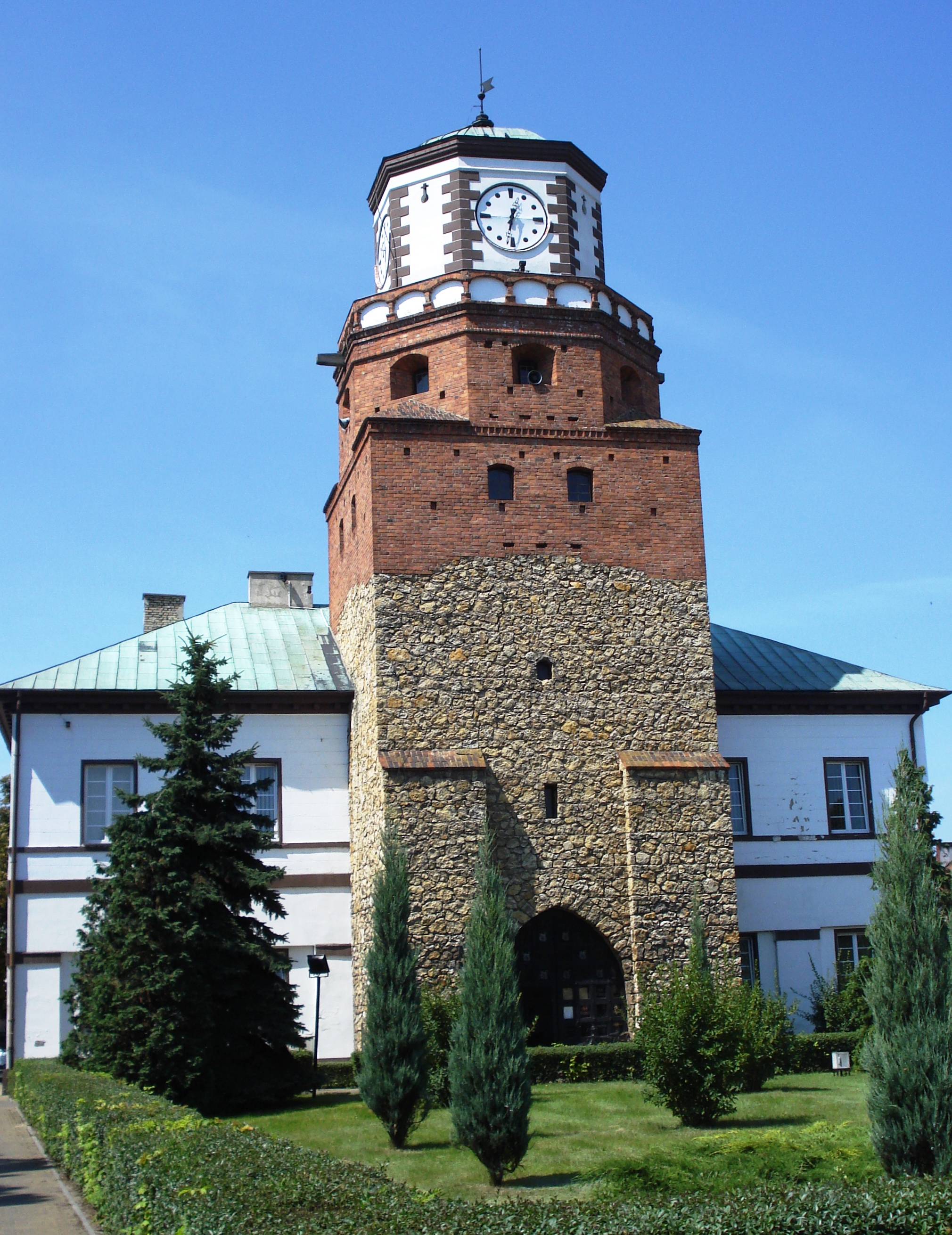
Wieluński ratusz z Bramą Krakowską

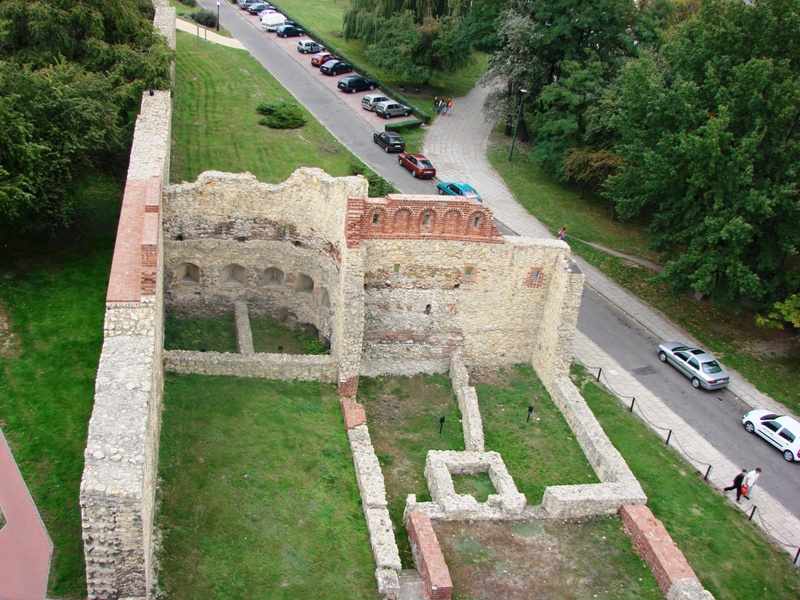
Fragment wieluńskich murów obronnych – Baszta Prochownia (widok z wieży ratuszowej)

Mury obronne Wielunia – miały długość około 1200–1300 metrów i obejmowały teren starego miasta o powierzchni 12 ha. Zbudowane zostały na planie nieregularnego owalu złożonego z prostych odcinków. Miały wysokość 6-6,5 metra, wzniesione z lokalnego piaskowca, zwieńczone ceglanym krenelażem. Pierwotnie mury nie posiadały żadnych baszt, a jedynie dwie bramy: Kaliską i Krakowską.
Wieluń jest jednym z 25 miast otoczonych za czasów Kazimierza Wielkiego murami obronnymi. Tworzył on wraz z m.in. „Orlimi Gniazdami” pas fortyfikacji strzegących południowo-zachodniej granicy Korony, ciągnących się od Krakowa aż do Ostrzeszowa. Wieluńskie fortyfikacje powstawały po pożarze miasta w 1335 roku, stopniowo zastępując umocnienia drewniano-ziemne.
 Mury obronne (fragmenty) z basztą, wpisane są do rejestru zabytków pod nr rej.: 405 z 1948, 972 z 30.12.1967 oraz 973 z 30.12.1967
Bramy i baszty:
- Brama Krakowska – jedyna zachowana do dziś brama miejska. Zbudowana w XIV w. u wylotu traktu do Krakowa, na początku XIX wieku rozebrano stary ratusz miejski, zaś nową budowlę postanowiono dobudować do Bramy Krakowskiej wykorzystując ją jako wieżę ratuszową.
- Brama Kaliska – zbudowana u wylotu traktu do Kalisza.
- Brama Maksymiliańska – (dobudowana w XVI wieku) u wylotu na Opole.
- Baszta Męczarnia – znajduje się w pobliżu ratusza i Bramy Krakowskiej, przy ul. Podwale.
- Baszta Prochownia – ruiny baszty znajdują się w sąsiedztwie ratusza.
- Baszta Skarbczyk – zlokalizowana w pobliżu Muzeum Ziemi Wieluńskiej, przy ul. Narutowicza.
- Baszta Swawola – znajduje się na plantach przy ul. Palestranckiej.